# Robinsonia polyplagia
Robinsonia polyplagia är en fjärilsart som beskrevs av William Schaus 1901. Robinsonia polyplagia ingår i släktet Robinsonia och familjen björnspinnare. Inga underarter finns listade.